# Nobody 2
Nobody 2 es una película estadounidense de 2025 de acción y suspense, dirigida por Timo Tjahjanto y escrita por Derek Kolstad, Aaron Rabin, Bob Odenkirk y Umair Aleem. Sirve como secuela de Nobody (2021). Está protagonizada por Odenkirk, Connie Nielsen, Christopher Lloyd y Sharon Stone.
Nobody 2 fue estrenada en los Estados Unidos el 15 de agosto de 2025.

## Reparto
- Bob Odenkirk como Hutch Mansell, un ex asesino del gobierno.
- Connie Nielsen como Becca Mansell, la exitosa esposa de Hutch
- Christopher Lloyd como David Mansell, el padre de Hutch y agente retirado del FBI.
- Sharon Stone

## Producción
En marzo de 2021, Connie Nielsen expresó interés en retomar su papel de Becca Mansell en una secuela de Nobody . La actriz declaró que le gustaría aprender más sobre la historia de fondo de Hutch y Becca, al tiempo que afirmó que las discusiones sobre cómo se conocieron los dos personajes tuvieron lugar en el set de la primera película.  En junio del mismo año, se anunció que Derek Kolstad estaba en el proceso de escribir una secuela, aunque aún no había recibido luz verde del estudio.  En marzo de 2022, 87North Productions anunció en las redes sociales que el estudio estaba ansioso por trabajar en Nobody 2, aunque en ese momento no se anunció una fecha oficial de producción.  En agosto del mismo año, David Leitch confirmó que se estaba trabajando en el guion, al tiempo que afirmó que el estudio se había comprometido a lanzar una secuela. 
En diciembre de 2022, Kelly McCormick anunció que se estaba realizando oficialmente una secuela, con la fotografía principal programada para 2023.   En enero de 2024, Nielsen confirmó que se estaban desarrollando desarrollos sobre la secuela y confirmó que retomará su papel de la primera entrega.  En marzo de 2024, Leitch confirmó que la producción comenzaría a finales de 2024.  En junio de 2024, se confirmó que Connie Nielsen retomaría su papel de Becca.  Ese mismo mes, se reveló que Timo Tjahjanto había sido contratado para dirigir la película, con Kolstad, Aaron Rabin, Bob Odenkirk y Umair Aleem escribiendo el guion.  En julio, Sharon Stone se unió al elenco en un papel no revelado,  con Christopher Lloyd retomando su papel de David Mansell de la primera película. 

### Rodaje
La fotografía principal comenzó el 6 de agosto de 2024 en Winnipeg, Manitoba, y se espera que finalice en octubre. 

## Estreno
Nobody 2 se estrenó en los Estados Unidos el 15 de agosto de 2025.